# Эзеанья, Стефан Нвеке
Стефан Нвеке Эзеанья (Stephen Nweke Ezeanya, 31 марта 1921 год, Колониальная Нигерия — 12 ноября 1996 год, Оничи, Нигерия) — католический прелат, архиепископ Оничи с 9 марта 1985 года по 25 февраля 1995 год.

## Биография
20 декабря 1953 года Стефан Нвеке Эзеанья был рукоположён в священника.
9 марта 1985 года Римский папа Иоанн Павел II назначил Стефана Нвеке Эзеанью архиепископом Оничи. 11 мая 1985 года состоялось рукоположение Стефана Нвеке Эзеаньи в епископа, которое совершил кардинал Фрэнсис Аринзе в сослужении с апостольским пронунцием в Нигерии титулярным архиепископом Синны Павлом Фуадом Наимом Табетом и епископом Энугу Михаилом Угву Энеджой.
25 февраля 1995 года Стефан Нвеке Эзеанья подал в отставку. Скончался 12 ноября 1996 года в городе Оничи.